# ТЕС Табук 2
28°28′13″ пн. ш. 36°31′9″ сх. д. / 28.47028° пн. ш. 36.51917° сх. д.
ТЕС Табук 2 — теплова електростанція на північному заході Саудівської Аравії.
Для забезпечення електроенергією віддаленого району Табук в 1981-му ввели в дію ТЕС Табук 1 потужністю 69 МВт. В подальшому до неї додалась ТЕС Табук 2, яка станом на 2003 рік мала шість встановлених на роботу у відкритому циклі газових турбін загальною потужністю біля 260 МВт – дві по 26,4 МВт, одна з показником 31,2 МВт, дві по 57,8 МВт та одну потужністю 60,1 МВт.
З 2004 по 2006 роки майданчик Табук 2 підсилили ще 9 газовими турбінами – двома потужністю по 59,7 МВт, трьома з показниками по 61,2 МВт, двома потужністю по 78,5 МВт та двома потужністю по 61 МВт (IV, V, VI та VII черга).
Нарешті, в 2013-му додали ще дві газові турбіни по 64,6 МВт, після чого загальна потужність ТЕС досягнула 928 МВт.
Також відомо, що в 2016-му ТЕС Табук доповнили двома мобільними газовими турбінами General Electric TM2500+ потужністю по 20 (за іншими даними – 30) МВт.
Всі черги станції використовують нафтопродукти.